# 48756 Yoshiharukuni
48756 Yoshiharukuni è un asteroide della fascia principale. Scoperto nel 1997, presenta un'orbita caratterizzata da un semiasse maggiore pari a 2,4121780 au e da un'eccentricità di 0,1846337, inclinata di 3,41997° rispetto all'eclittica.